# 酢酸tert-ブチル
酢酸tert-ブチル（さくさんターシャリーブチル、tert-Butyl acetate）もしくはt-butyl acetateは樟脳やブルーベリーに似た臭いの無色可燃性体の有機化合物である。酢酸tert-ブチルは塗料（ラッカー、エナメル塗料）や接着剤製造あるいはシンナーや工業用クリーナーの溶媒に利用される。酢酸tert-ブチルは近年、EPAが定めた揮発性有機化合物に含められなかった。
酢酸tert-ブチルの三つの異性体は、酢酸ブチル、酢酸イソブチルそして酢酸sec-ブチルである。